# Bengt Edlén
Bengt Edlén, švedski fizik in astronom, * 2. november 1906, † 10. februar 1993.
Edlén je bil med letoma 1944 in 1973 predavatelj na Univerzi v Lundu.